# Potenza
Potenza ist die Hauptstadt der süditalienischen Region Basilikata und der Provinz Potenza. Die um die Hauptstadt liegende Provinz hieß vor 1871 Provinz Basilikata, war aber nur ein Teil der heutigen Region Basilikata.
Die Gemeinde Potenza zählt 64.070 Einwohner (Stand am 31. Dezember 2023) auf 174 km². Die Stadt selbst liegt bei 819 m über dem Meeresspiegel auf einem steilen Bergzug der südlichen Apenninen über dem Flusstal des Basento. Sie ist die höchstgelegene Hauptstadt einer Region in Italien.
Potenza ist Sitz des römisch-katholischen Erzbistums Potenza-Muro Lucano-Marsico Nuovo und der Universität Basilicata.

## Geschichte
Die Lage der antiken Stadt  Potentia, von welcher der heutige Name der Stadt abgeleitet ist, war bereits im Mittelalter als Folge zahlreicher Zerstörungen in Vergessenheit geraten. Seit dem 17. Jahrhundert wurden in der Flur La murata Bodenfunde und Münzen gefunden, wodurch dieser Ort als das antike Potentia angesehen wurde – eine Annahme, die inzwischen durch die archäologische Forschung widerlegt wurde. Offenbar diente La murata den Bewohnern über lange Zeit als Deponie zum Entsorgen von Bauschutt der Stadt, die sich noch heute unter den Fundamenten der Altstadt von Potenza verbirgt.
Das hochmittelalterliche Potenza gehörte zum Königreich Sizilien. Im Erbfolgestreit zwischen den Staufern einerseits und Karl von Anjou andererseits stand Potenza auf der Seite der Staufer. Nach dem Sieg seiner Truppen in den Schlachten bei Benevent 1266 und bei Tagliacozzo 1268 nahm Karl von Anjou Rache an den Städten, die den Staufern treu geblieben waren. Karl ließ die Mauern der Stadt Potenza durch die Truppen des Grafen von Belcastro und des Grafen Roger II. von Sanseverino dem Erdboden gleichmachen.
Daraufhin entstand an der Stelle der ehemaligen Burg die heutige Siedlung. Diese wurde ihrerseits bei einem Erdbeben am 21. Dezember 1857 zum größten Teil zerstört und anschließend neu aufgebaut, weshalb Potenza heute kaum ältere Gebäude aufweist.
Im September 1943 wurde die Stadt von alliierten Fernbombern (B-17, B-24) schwer bombardiert, die von Basen in Nordafrika gestartet waren. Es gab viele Verluste in der Zivilbevölkerung. Zuletzt richtete das Erdbeben in der Irpinia 1980 in Potenza schwere Schäden an.

## Sehenswürdigkeiten
Besondere Sehenswürdigkeiten sind neben der Kathedrale von Potenza die Kirche San Michele aus dem 11. Jahrhundert, der Palazzo Ciccotti aus dem 18. Jahrhundert sowie das Archäologische Museum der Provinz (Museo Archeologico Provinciale) mit Funden vom Paläolithikum bis zur klassischen Antike, darunter griechische Keramiken, Bronzen und Münzen.

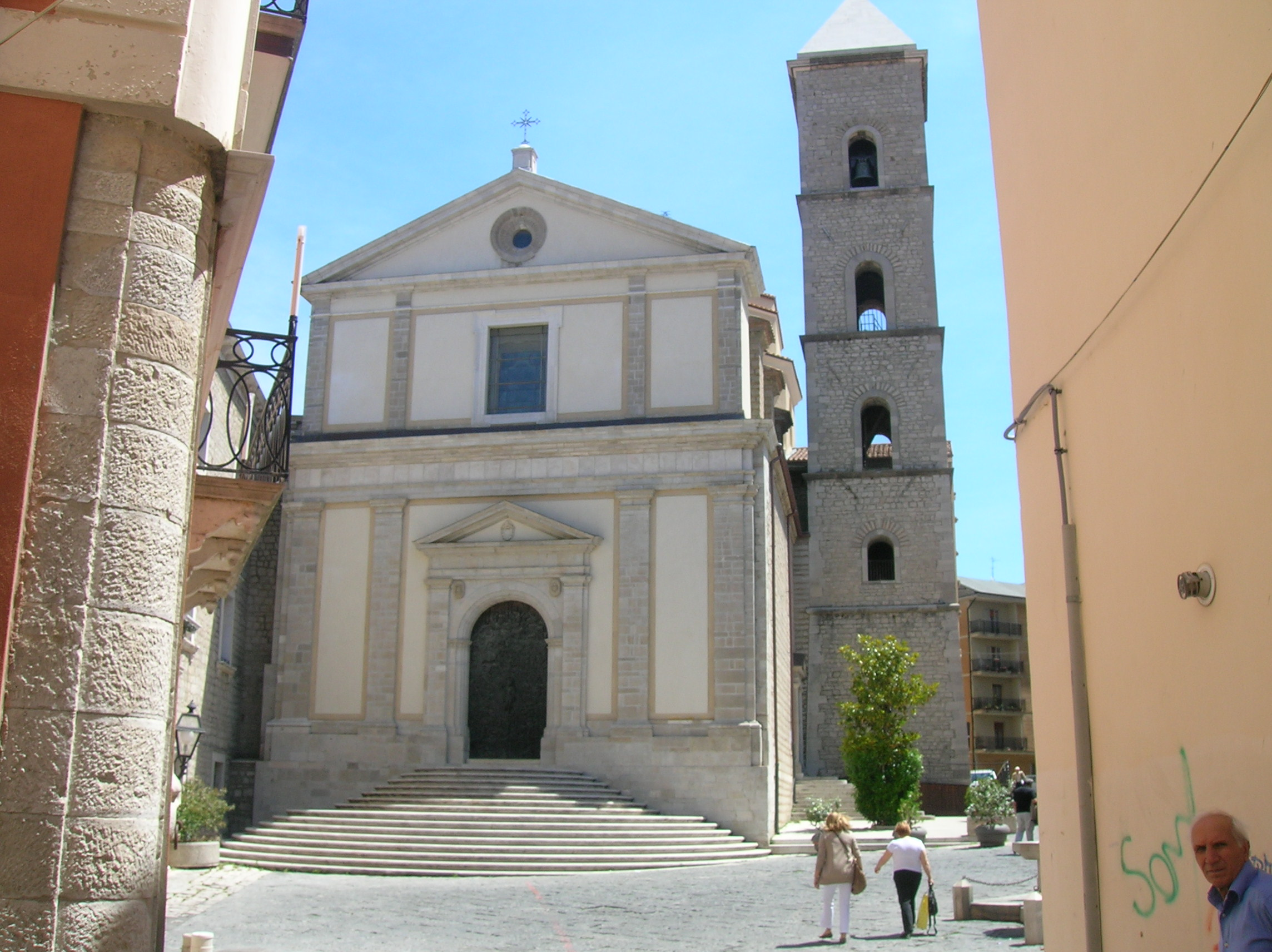
Cattedrale di San Gerardo Vescovo
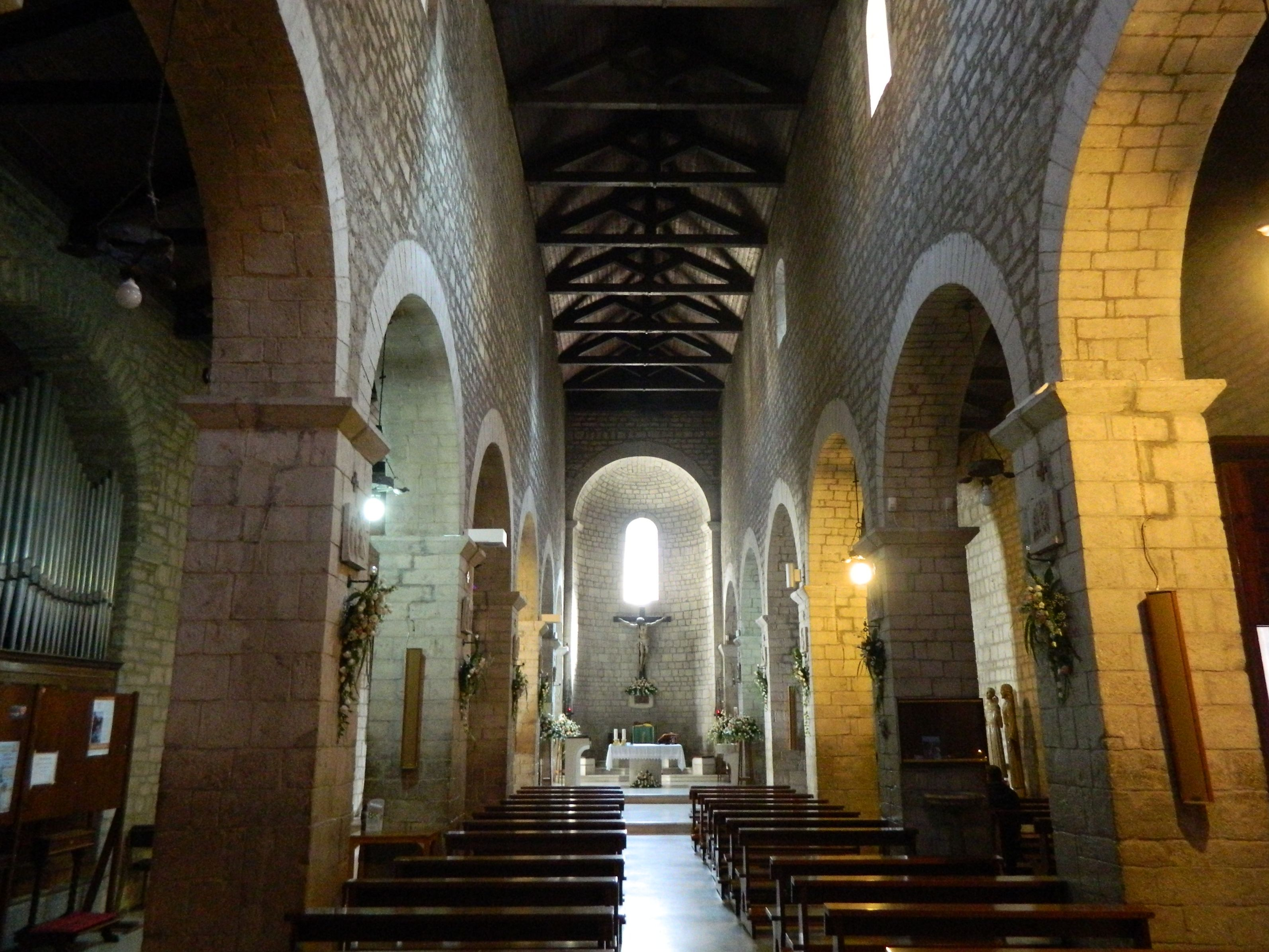
Chiesa di San Michele Arcangelo
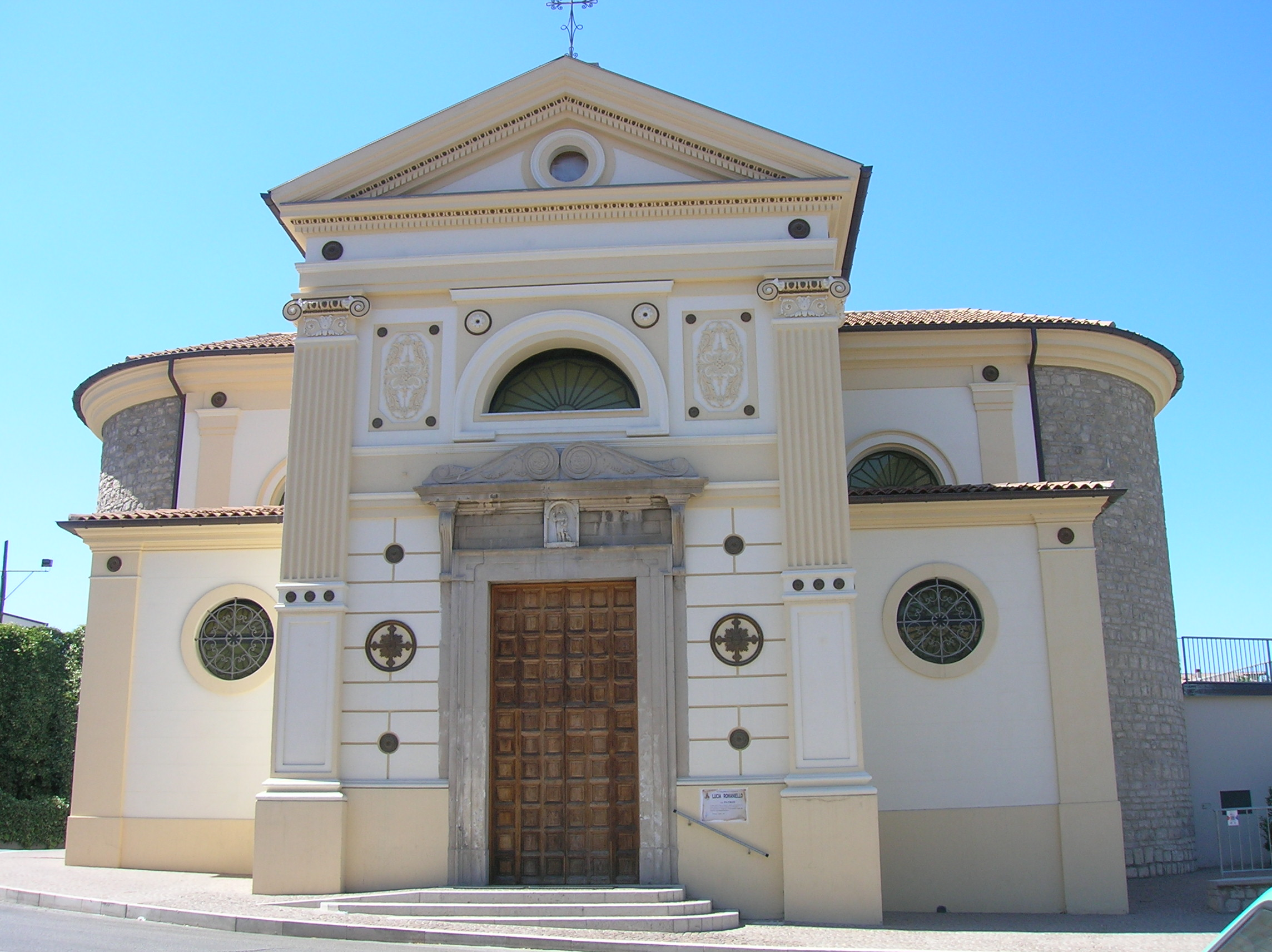
Chiesa di San Rocco
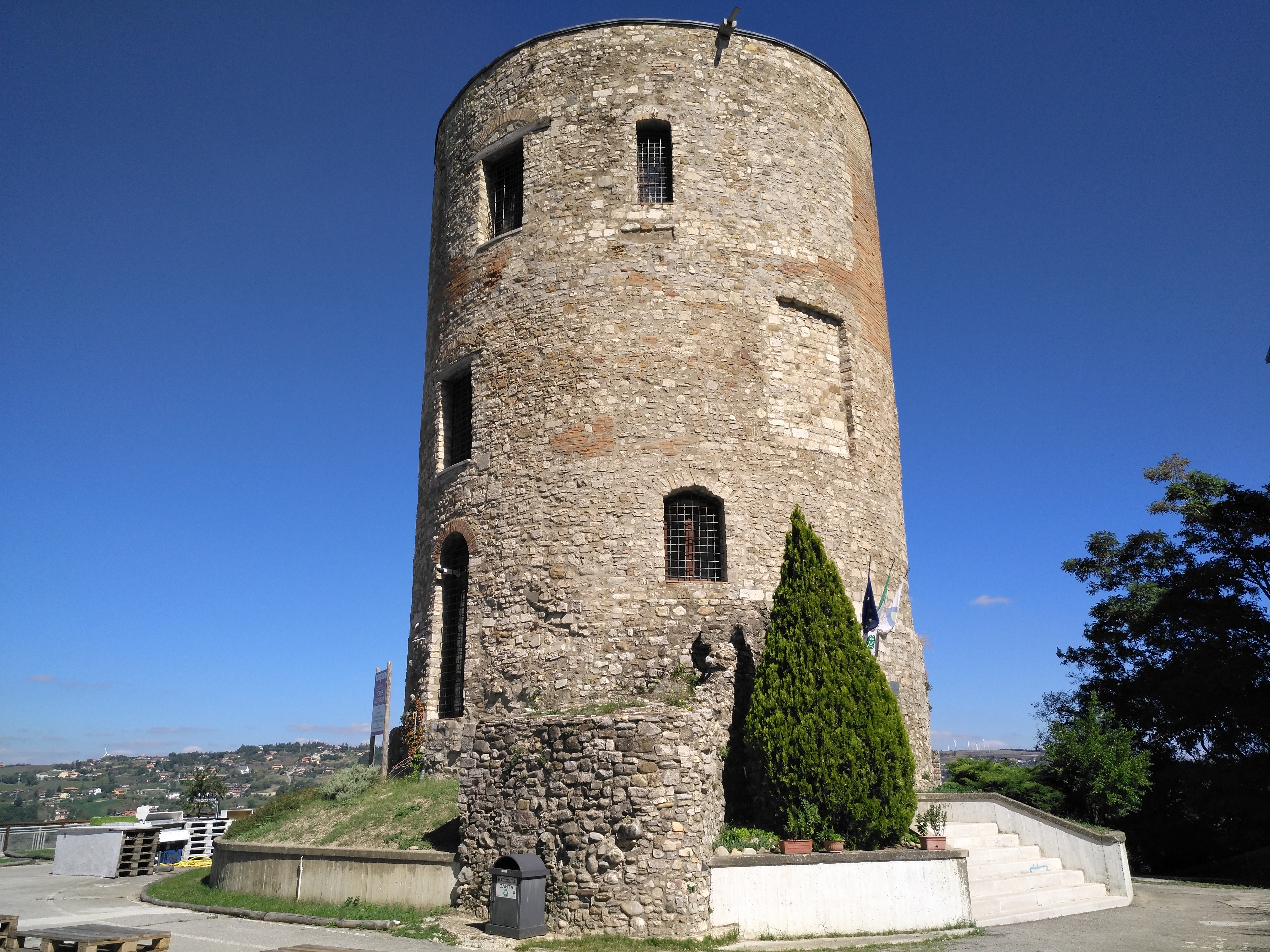
Torre Guevara
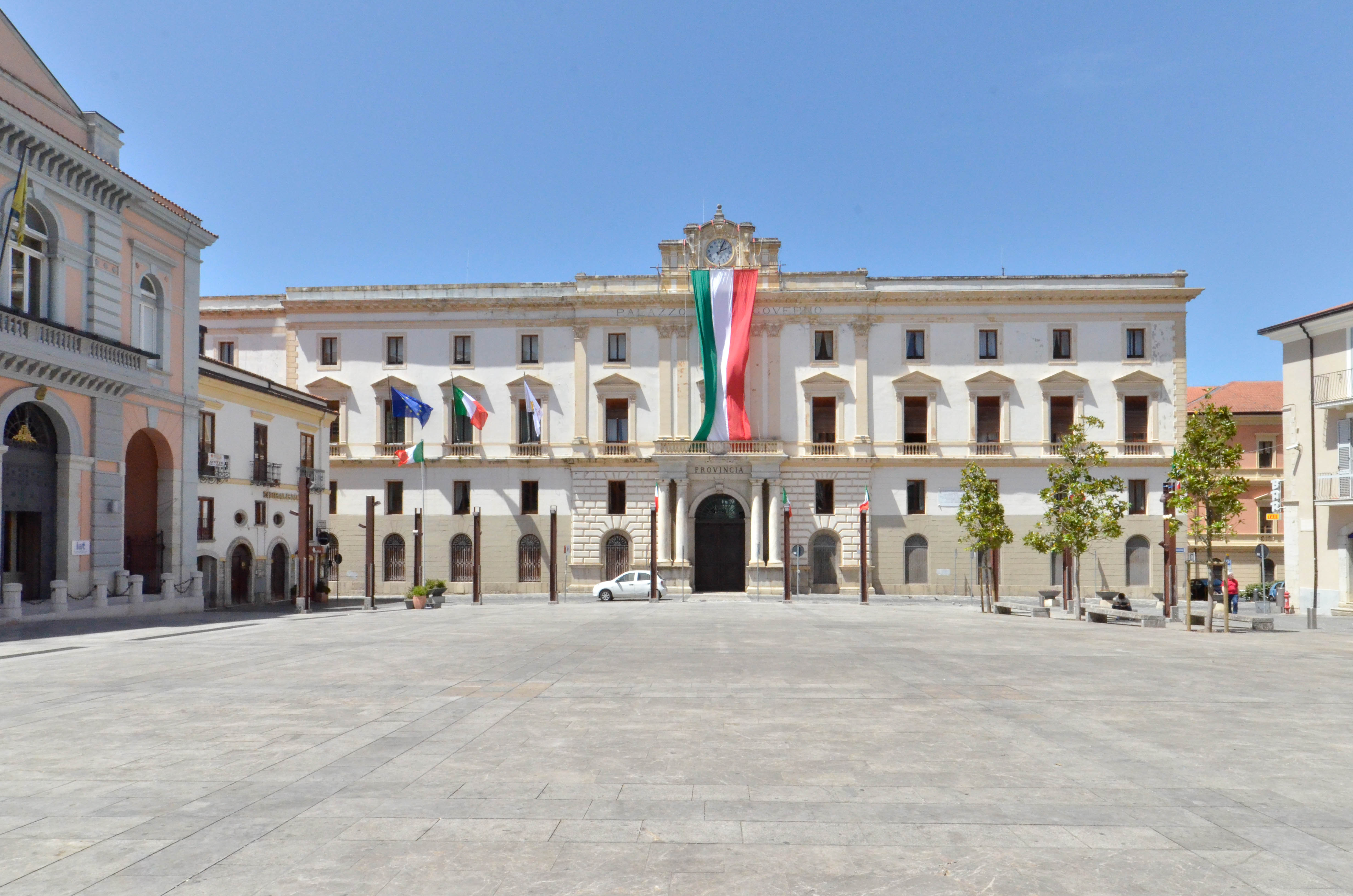
Palazzo della Prefettura
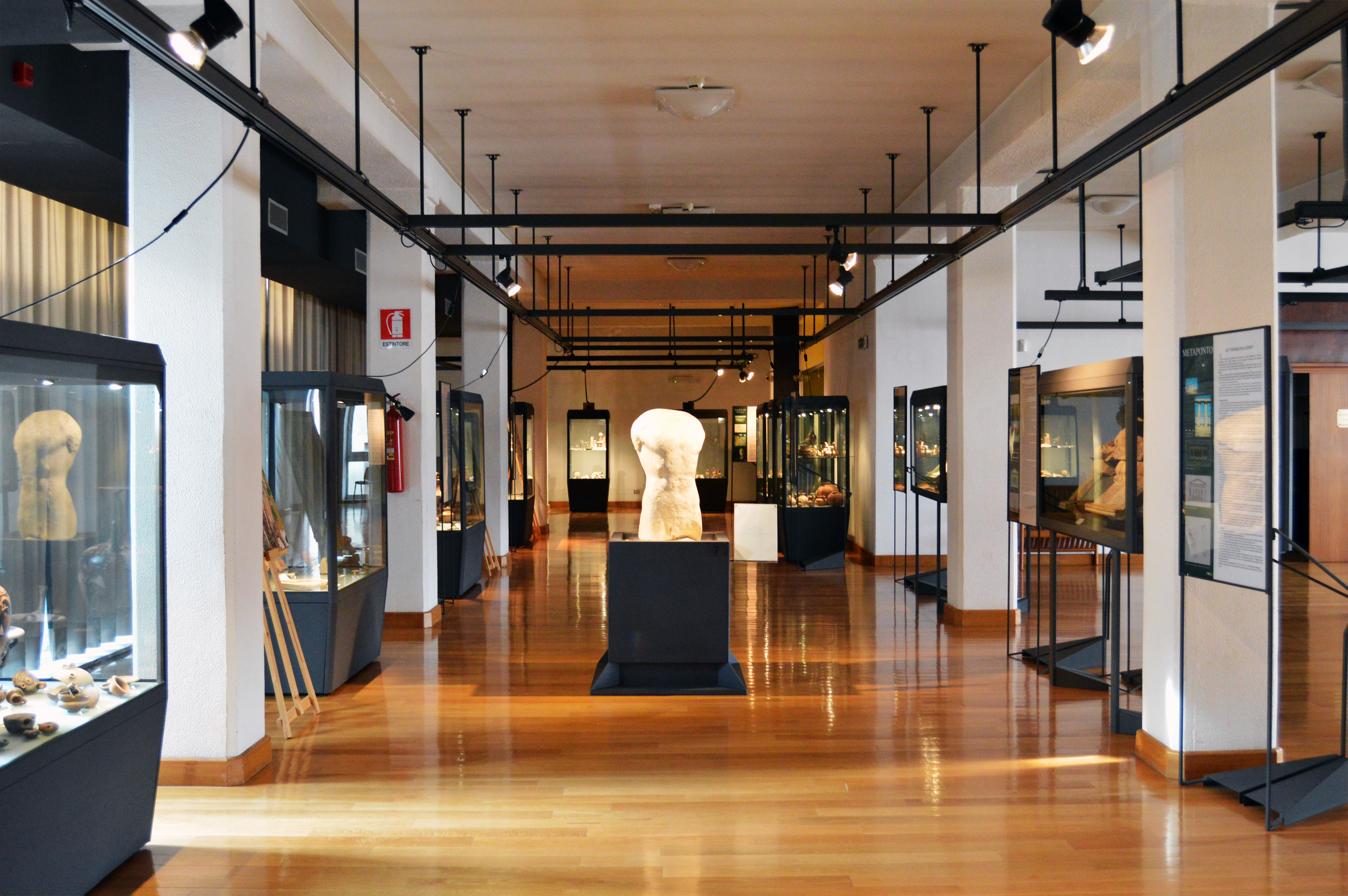
Museo archeologico provinciale
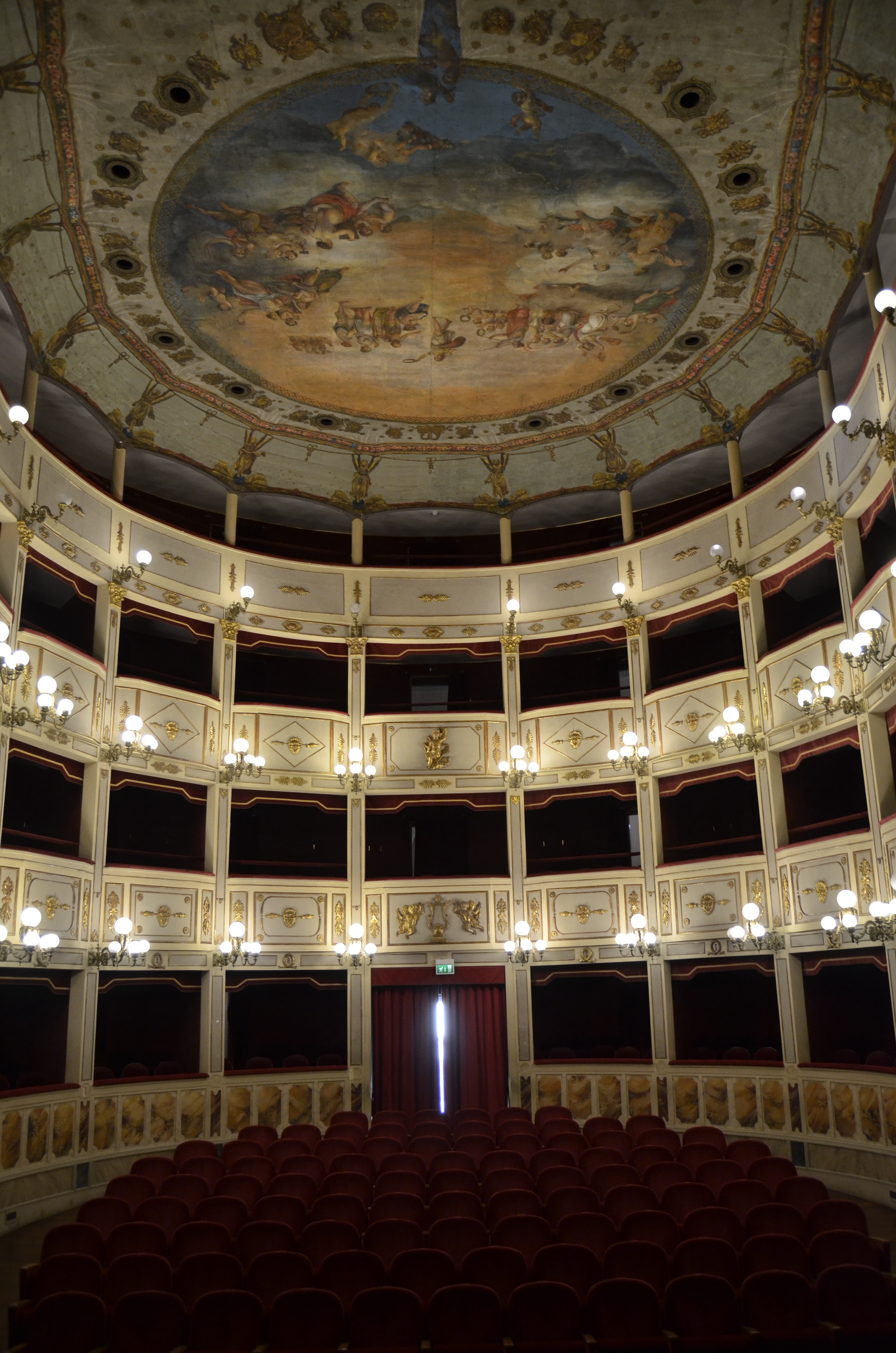
Teatro Stabile

## Wirtschaft, Verkehr, Bildung
Von wirtschaftlicher Bedeutung ist die Solarindustrie.
Der Bahnhof Potenza Centrale ist eine Station an der Eisenbahnlinie Salerno–Tarent. Die Eisenbahn- und Busgesellschaft Ferrovie Appulo–Lucane bedient mehrere Linien zwischen Potenza und Bari.
An der Stadt entlang führt die Europastraße 847, die mit der Innenstadt u. a. über die Ponte Musmeci verbunden wird, einem wohl einzigartigen Betonschalenbauwerk. Westlich von Potenza ist diese Straße gleichzeitig mautfreier Autobahnzubringer Raccordo autostradale 5, der die Stadt mit der etwa 50 Kilometer westlich verlaufenden Autobahn A3 verbindet.
Potenza ist Hauptsitz der Università degli Studi della Basilicata.

## Städtepartnerschaften
Potenza unterhält Städtepartnerschaften mit Denver in Colorado (USA) und mit Focșani im Osten Rumäniens.

## Sport
Der Basketballverein Potenza '84 spielt derzeit in der Serie A Dilettanti, der dritthöchsten italienischen Ligastufe. Der Fußballverein Potenza Calcio vertritt die Mannschaft aktuell in der dritthöchsten Spielklasse des Landes, der Serie C.

## Persönlichkeiten
In Potenza geborene Persönlichkeiten:
- Ettore Ciccotti (1863–1939), Historiker, Hochschullehrer und Politiker
- Francesco Babuscio Rizzo (1897–1983), Diplomat
- Giulio Bertè (1897–1967), Architekt des Futurismus
- Tanio Boccia (1912–1982), Drehbuchautor und Filmregisseur
- Emilio Colombo (1920–2013), Politiker und Diplomat, Außenminister und Ministerpräsident Italiens
- Franco Angrisano (1926–1996), Schauspieler
- Rocco Mazzola (1933–2012), Berufsboxer
- Salvatore Zotta (* 1938), Diplomat
- Ruggero Deodato (1939–2022), Filmregisseur, Schauspieler und Drehbuchautor
- Francescantonio Nolè OFMConv (1948–2022), Ordensgeistlicher, Erzbischof von Cosenza-Bisignano
- Donato Bilancia (1951–2020), Serienmörder
- Luciana Lamorgese (* 1953), Politikerin
- Roberto Riviello (* 1954), Autor und Filmregisseur
- Francesco Paolo Figliuolo (* 1961), General
- Aldo Lagrutta (* 1962), venezolanischer Gitarrist
- Donato Sabia (1963–2020), Sprinter und Mittelstreckenläufer
- Davide Monteleone (* 1974), Fotograf und Journalist
- Roberto Speranza (* 1979), Politiker
- Domenico Acerenza (* 1995), Schwimmer
- Anna Bonitatibus, Mezzosopranistin

## Klimatabelle
|                       | Jan  | Feb  | Mär  | Apr  | Mai  | Jun  | Jul  | Aug  | Sep  | Okt  | Nov  | Dez  |   |       |
| Mittl. Tagesmax. (°C) | 6,9  | 7,2  | 9,7  | 12,8 | 18,1 | 22,3 | 25,7 | 25,8 | 21,7 | 16,5 | 11,0 | 7,9  | ⌀ | 15,5  |
| Mittl. Tagesmin. (°C) | 1,2  | 1,1  | 2,5  | 4,8  | 9,2  | 12,7 | 15,4 | 15,7 | 12,7 | 8,9  | 4,7  | 2,3  | ⌀ | 7,6   |
|                       |      |      |      |      |      |      |      |      |      |      |      |      |   |       |
| Niederschlag (mm)     | 55,7 | 63,0 | 48,6 | 66,8 | 42,8 | 30,4 | 26,1 | 32,6 | 46,2 | 61,6 | 73,3 | 66,0 | Σ | 613,1 |
|                       |      |      |      |      |      |      |      |      |      |      |      |      |   |       |
| Regentage (d)         | 8,3  | 8,7  | 8,8  | 9,4  | 6,2  | 4,2  | 3,3  | 4,3  | 5,3  | 7,5  | 8,7  | 8,1  | Σ | 82,8  |

| 1,2 |

| 1,1 |

| 2,5 |

| 4,8 |

| 9,2 |

| 12,7 |

| 15,4 |

| 15,7 |

| 12,7 |

| 8,9 |

| 4,7 |

| 2,3 |

| 1,2 |

| 1,1 |

| 2,5 |

| 4,8 |

| 9,2 |

| 12,7 |

| 15,4 |

| 15,7 |

| 12,7 |

| 8,9 |

| 4,7 |

| 2,3 |